# Nakajima E2N
Il Nakajima E2N (一五式水上偵察機? Idrovolante da ricognizione per la marina tipo 15) era un idroricognitore a scarponi catapultabile a velatura biplana sviluppato dall'azienda giapponese Nakajima Hikōki KK nei tardi anni venti.
Utilizzato dalla Dai-Nippon Teikoku Kaigun Kōkū Hombu, il servizio aeronautico della Marina imperiale giapponese, come equipaggiamento di incrociatori e navi da battaglia della Flotta Combinata trovò impiego nel periodo tra la due guerre mondiali.

## Storia del progetto
Dopo l'esperienza acquisita nell'utilizzo di mezzi aerei nelle missioni di ricognizione marittima a corto raggio adottando i biposto Hansa-Brandenburg W.29 costruiti localmente su licenza, non sviluppati però specificatamente per questo ruolo, la Marina imperiale nel 1924 emise una specifica per la fornitura di un nuovo modello che potesse sostituirli per operare sulle sue unità maggiori, incrociatori pesanti e navi da battaglia, grazie ad una catapulta che, come già sperimentato nelle marine militari occidentali, velocizzava le operazioni di decollo senza dover mettere in mare il velivolo tramite apposite attrezzature.
Alla richiesta risposero l'Aichi Tokei Denki, la Nakajima ed il Primo Arsenale Tecnico Aeronavale di Yokosuka. La proposta Nakajima era relativa ad un modello monomotore "a scarponi" con struttura interamente lignea, biposto con abitacoli aperti posti in tandem, che si differenziava principalmente dai progetti concorrenti per la configurazione alare, una più convenzionale biplano-sesquiplana invece che monoplana come nelle altre due proposte, dove le ali erano ripiegabili all'indietro per facilitare le operazioni di stoccaggio. Sottoposto alla valutazione da parte delle autorità della marina il velivolo derivante da questa proposta riuscì ad imporsi sugli altri progetti aggiudicandosi un contratto di fornitura ed entrando in servizio, in base al sistema di designazione "lungo", come "idrovolante da ricognizione per la marina tipo 15" (一五式水上偵察機), diventando così il primo modello di concezione interamente giapponese ad essere impiegato nel ruolo di idroricognitore imbarcato. Fu anche l'ultimo idrovolante adottato dalla marina imperiale con struttura interamente in legno.
La costruzione del modello, avviata nel 1927, si protrasse fino al 1929 con una produzione finale attestata su 80 unità realizzate, oltre che dalla stessa Nakajima, anche dalla Kawanishi Kōkūki.

## Impiego operativo
Il modello cominciò ad essere consegnato ai reparti di ricognizione della marina imperiale dal 1927 venendo identificato dopo poco tempo, in base alle nuove convenzioni di designazione, come E2N e rimanendo in servizio di prima linea fino alla prima parte degli anni trenta fino alla sua progressiva sostituzione con il più recente ed efficiente Nakajima E4N. Continuò comunque la sua carriera operativa militare come aereo da addestramento, adottando, nella sua conversione specifica identificata come E2N2, i doppi comandi che permettevano il pilotaggio sia dall'abitacolo posteriore, normalmente occupato dall'istruttore, che dall'anteriore, occupato dall'allievo pilota. Nel frattempo alcuni esemplari vennero ceduti ad enti governativi ed utilizzati nel controllo aereo delle operazioni di pesca.
Al termine della sua vita operativa alcuni esemplari vennero venduti sul mercato dell'aviazione civile ed impiegato, oltre che come addestratore, anche come aereo postale.

## Versioni
E2N1
versione da ricognizione di serie precedentemente indicata come Idrovolante da ricognizione per la marina tipo 15 poi come E2N.
E2N2
versione da addestramento dotata di doppi comandi.

## Utilizzatori
Giappone
- Dai-Nippon Teikoku Kaigun Kōkū Hombu